# Fort novè

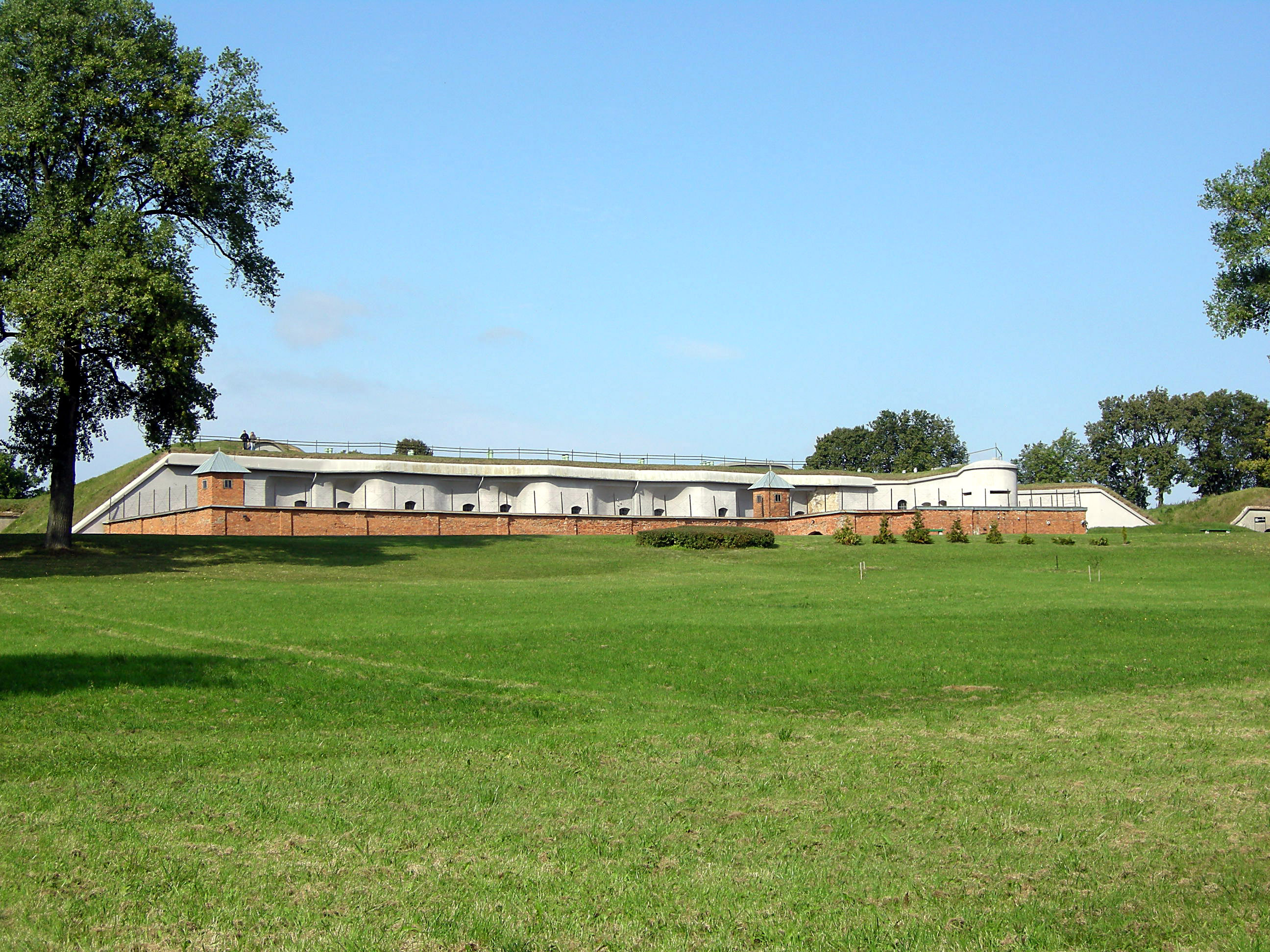
Fort novè reconstruït

El Fort novè (en lituà Devintasis fortas) és una fortalesa al nord de Šilainiai, un districte de Kaunas a Lituània, construïda originalment a finals del segle xix. Forma part de l'anomenada Fortalesa de Kaunas. Durant la segona guerra mundial fou escenari de l'extermini de desenes de milers de persones, jueus lituans, alemanys i austríacs, també de partisans comunistes i antifeixistes lituans i presoners de guerra soviètics, a mans de les forces invasores de l'Alemanya nazi.
A la fi del segle xix la ciutat de Kaunas va ser fortificada i el 1890 estava encerclada per vuit forts i nou bateries de canons. La construcció del Novè Fort (la seva denominació numèrica s'ha convertit en el seu nom) va començar el 1902 i es va completar la vigília de la Primera Guerra Mundial. Des del 1924, el Novè Fort fou utilitzat com a presó de la ciutat de Kaunas. AL presó fou i estació de pas per als presoners destinats a un gulag durant un cert temps.
Quan l'exèrcit alemany va ocupar Lituània durant la Segona Guerra Mundial, el 1940, el fort va ser utilitzat com camp de concentració i d'extermini per a jueus, partisans antifeixistes lituans, russos i altres presoners. El camp, que va ser sempre comandat per Karl Otto Koch, va ser clausurat l'any següent. Es calcula que van morir-hi més de 30.000 presoners.

El 26 de desembre de 1943, un grup de presoners jueus aconseguí escapar-se del Fort, i recollí en una acta part dels crims comesos pels alemanys, ha esdevingut un dels testimonis de l'holocaust i l'ocupació de l'Alemanya nazi a Lituània i l'intent d'esborrar el seu rastre:
1. En el període comprès entre el 1941 i el 1942, el comandament alemany va utilitzar el territori del fort per realitzar assassinats en massa mitjançant trets.
2. Per ocultar aquest fet, el comandament alemany representat per la direcció de la Gestapo a Kaunas va organitzar l'obertura de fosses on van ser enterrats els cossos i va començar a cremar les restes.
3.Per fer aquest treball gestapo va portar 72 persones al fort novè a finals d'octubre-principis de novembre d'aquest any, entre elles:34 presoners de guerra (jueus), 14 partisans, 3 russos, 4 dones, 17 jueus del gueto.
4. Per evitar el descobriment de la naturalesa d'aquest treball per part de la població local o d'altres persones, el treball estava estrictament organitzat; de manera que senyals en un radi de 2 quilòmetres prohibint l'aproximació amb amenaça de mort. El lloc de treball de 2-3 hectàrees estava envoltat de material. A les persones que hi treballaven no se'ls va permetre abandonar el territori del fort (un jueu que va caure malalt d'apendicitis va ser assassinat a trets el 5 de novembre, i 7 presoners de guerra, vells i invàlids, van ser afusellats el 13 de novembre, que poden servir de prova); així, només 64 persones van continuar la feina.
5. Durant la feina, és a dir, de l'1 de novembre al 25 de desembre d'aquest any (el dia de la fuga) es van obrir 6,5 fosses de 100-120 metres de llarg, 3 metres d'amplada i 1,5 metres de fondària; Es van treure 12.000 cossos d'homes, dones i nens. Aquests cossos van ser posats en piles de 300 cossos en cada una i cremades. Les restes dels incendis (carbó i ossos) es van convertir en pols i es van barrejar amb terra per evitar deixar rastres.
6. Per evitar que la gent s'escapés durant la feina, van ser agrupats per parelles. Hi havia una torre de guaita amb una metralladora, els guàrdies tenien pistoles i fusells.
7. Entre 12.000 cossos cremats hi havia 5.000 jueus portats de Viena, de Frankfurt-am-Mein, Düsseldorf, Hamburg i altres ciutats alemanyes, un nombre reduït de presoners de guerra jueus: entre 120 i 150 persones, alguns dels quals van ser afusellats, mentre que d'altres enverinats, i prop de 7.000 jueus de Kovno (Kaunas). Els jueus alemanys van ser afusellats i enterrats amb roba, altres van ser despullats abans de ser assassinats.
8. La posició dels cossos a les fosses va suggerir que hi van portar persones en grups, els van fer asseure a les fosses, i després van ser afusellats, fruit d'aquesta acció molts van ser enterrats vius amb o sense ferides. El fet que es van trobar molts cossos sense ferides de bala demostra el punt.
9. El dia de la fuga 7,5 fosses van quedar sense tocar. Els líders de Gestapo esperaven acabar el treball a l'1 de febrer de 1944.

10. A causa del fet que a les primeres 6,5 fosses es van destapar 12.000 cossos, mentre que 7,5 fosses restaven sense tocar, podríem extreure una conclusió que al fort novè hi van ser enterrades 25-30 mil víctimes d'atrocitats alemanyes infligides a la població civil. El nombre de 25-30 mil víctimes també va ser esmentat en les converses de les persones Gestapo que supervisa ven l'operació.

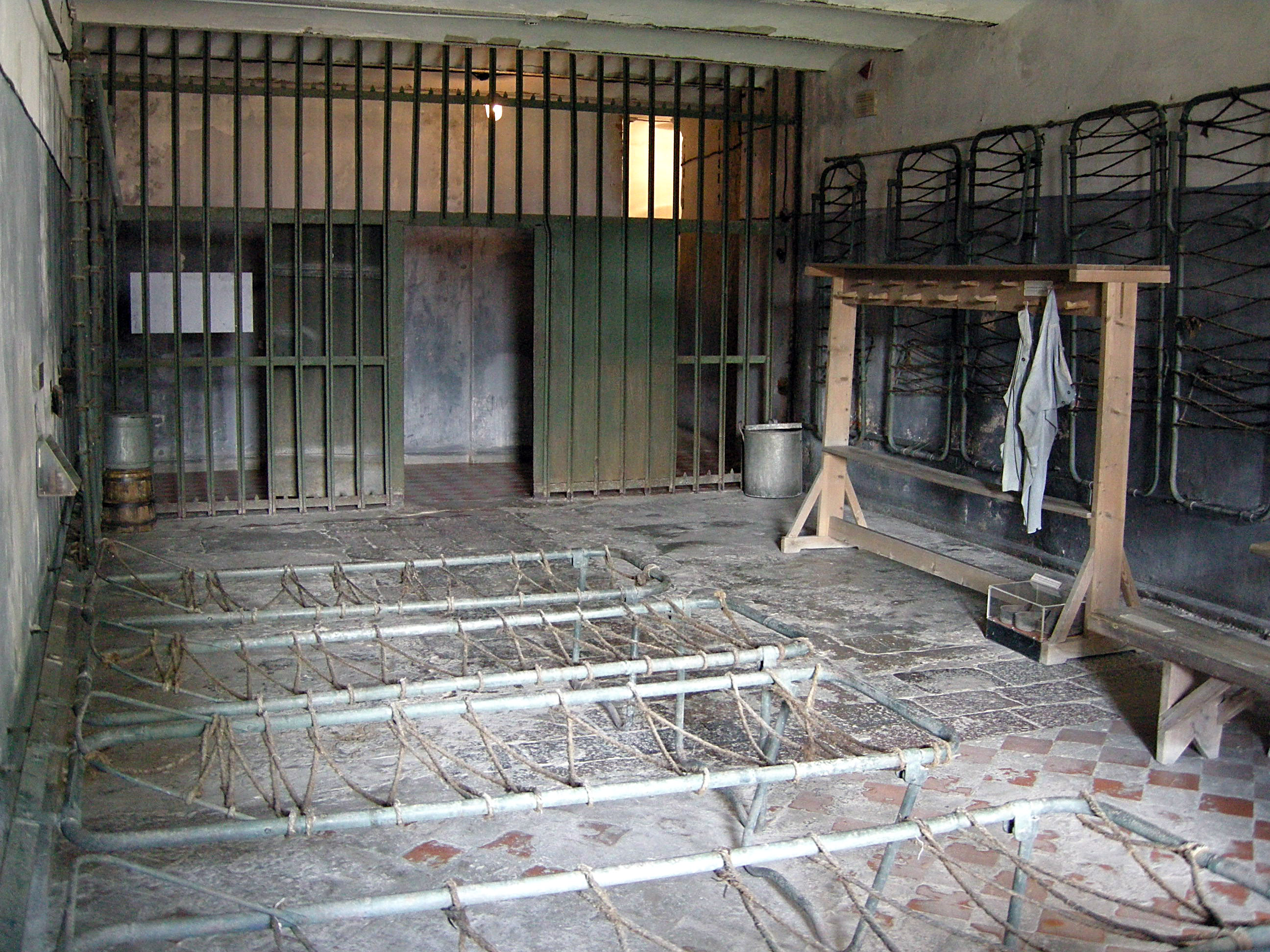
Cel·la de la presó
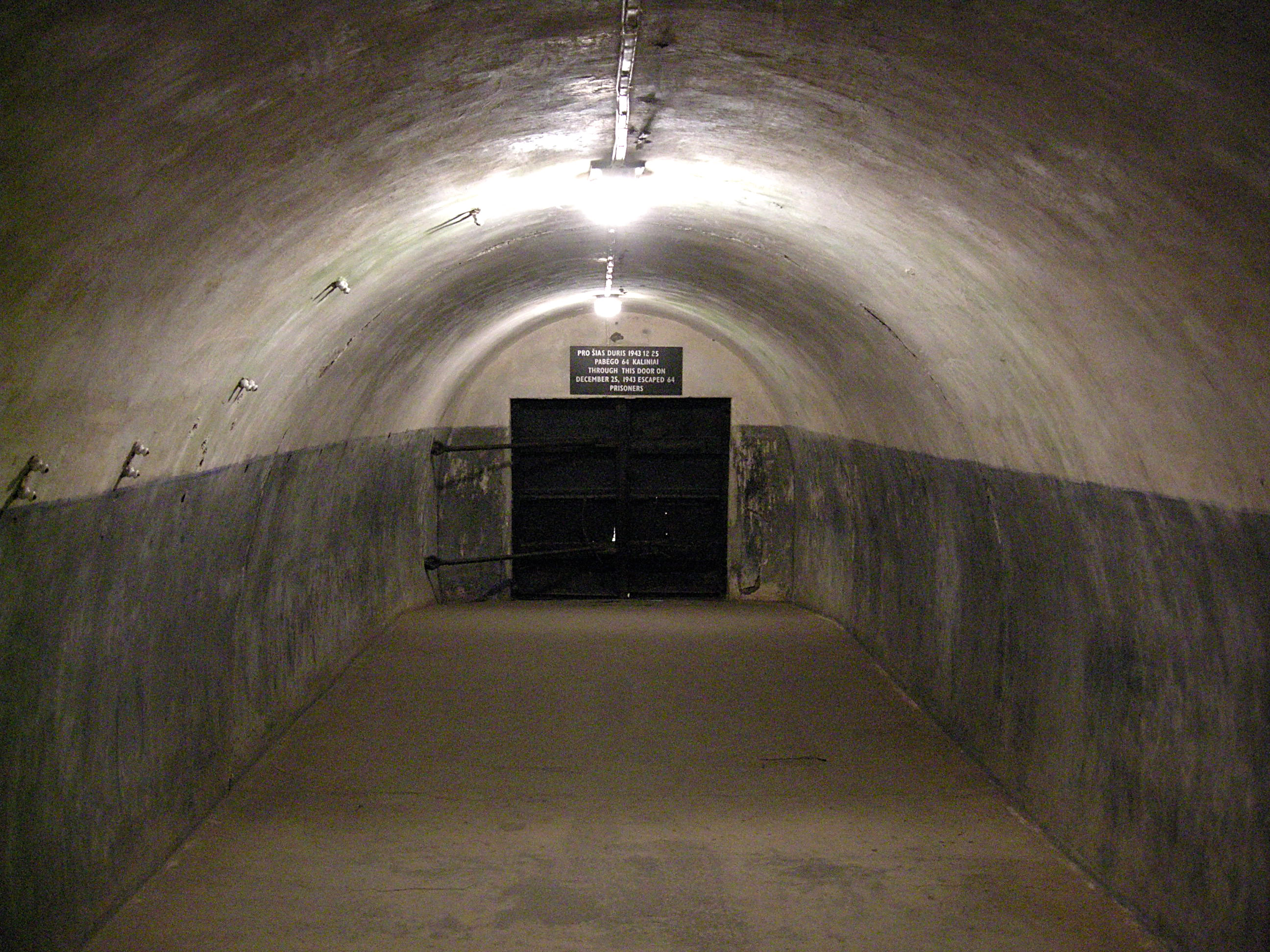
A través d'aquesta porta, 64 presoners van escapar el 25 de desembre del 1943